# 咖啡因中毒
咖啡因中毒（英語：Caffeinism），是一種因過量攝入咖啡因而引起的中毒狀態。這種中毒涵蓋了與攝入過量咖啡因相關的各種令人不快之身心症狀。
咖啡因被認為是世界上消費最廣泛的藥物之一。世界上大約80%的人口以一種或另一種形式消耗咖啡因。它存在於咖啡、茶、可可、巧克力、軟飲料，尤其是可樂中，是能量飲料和其他膳食補充劑的重要組成部分。
咖啡因也是多種非處方藥和處方藥藥物的成分。目前的共識是將咖啡因視為一種具有全身作用的藥理作用的藥物。

## 特徵與症狀

咖啡因中毒的主要症状

适量咖啡因可用来减轻身体疲劳、减轻睡意、保持清醒。较高剂量下，刺激作用会变得过度，并导致一系列症状，如被称为咖啡因中毒的身体和精神障碍状态，症状诸如紧张、烦躁、不安、失眠、头痛和心悸等等。
咖啡因中毒通常发生在日摄入咖啡因量达到1-1.5克时。作为参考，一杯8盎司（227毫升）的咖啡含有约95毫克的咖啡因（按USDA计算）。
据《精神疾病诊断与统计手册》第四版，咖啡因过量使中枢神经系统受到过度刺激，咖啡因中毒的基本特征就是最近摄入了咖啡因，摄入咖啡因期间或之后不久，表中12个体征或症状中出现至少5个。这种综合症常发生在从任何来源摄入大量咖啡因（例如，一次超过400-500毫克）时。
摄入少至100毫克的咖啡因（大约是一杯冲泡的咖啡所含的量）后出现的一组症状和体征包括： 
1. 烦躁不安
2. 紧张
3. 兴奋
4. 失眠
5. 脸色潮红
6. 排尿增加
7. 胃肠道紊乱

摄入量较高时（每天超过1克）时： 
1. 肌肉抽搐
2. 言语、思想紊乱
3. 心动过速、心律失常
4. 无疲惫期
5. 精神运动性烦躁[1]
6. 食欲不振

咖啡因中毒的症状与其他兴奋剂过量的症状相似。摄入量更多时可能出现狂躁、抑郁、判断力下降、定向力障碍、去抑制、幻觉、体重下降、食欲不振、思觉失调等。
摄入过量咖啡因会导致死亡。人体的咖啡因半数致死量取决于个人，估计为每公斤体重150-200毫克（70公斤的成年人喝75-100杯咖啡）。许多人因过量服用现成的咖啡因补充剂而死亡，估计其致死量不到一汤匙。对于因遗传或慢性肝病而导致咖啡因代谢能力受损的人来说，致死剂量更低。据报道，一名患有肝硬化的男子因过量服用含咖啡因的薄荷糖而死亡。咖啡因中毒也会导致严重伤害。在一个案例中，过度饮用能量饮料的咖啡因中毒导致了严重的脑出血和大量的脑物质流失。

## 治療
轻度咖啡因中毒的治疗主要是对症缓解症状；严重者可能需要进行腹膜透析、血液透析或血液滤过。控制咖啡因摄入需要了解含咖啡因的饮料、非处方药及饮食中其他来源的咖啡因含量，但这种信息不容易获得。咖啡和茶等冲泡饮料的含量因制备方法的不同而有很大差异。
“一杯咖啡”并没有标准值。可乐和大多数能量饮料的咖啡因含量可能很难确定，因为许多情况下，标签上并未标明每份所含的剂量。这些饮料中的咖啡因剂量从一些软饮料的20-30毫克，到一些能量饮料的350毫克以上。虽然有互联网网站记录饮料中的咖啡因含量，但仍没有正式、官方、足够全面可信的清单，而且品牌的数量也在不断增加。
通常不建议突然停止咖啡因摄入。可能会出现严重的咖啡因戒断症状，如头痛、疲劳、注意力难以集中等。建议患者逐步减少咖啡因的消费，以避免发生戒断反应，突然停止所有咖啡因摄入往往会因戒断症状的严重而被放弃。

## 流行病學
咖啡因中毒在普通人群中的发病率知之甚少。尽管大多数人对这种疾病很熟悉，但由于病人很少被问及摄入咖啡因的情况，所以可能仍然诊断不足。